# كريم آيت فانا
كريم آيت فانا (مواليد 25 فبراير 1989 في ليموج - فرنسا) لاعب كرة قدم مغربي يلعب حاليا لصالح نادي الدرجة الأولى مونبيلييه الفرنسي منذ 2004 في مركز الجناح كما يجيد اللعب في مركز الوسط المهاجم .

## روابط خارجية
- كريم آيت فانا على موقع الاتحاد الأوربي (الإنجليزية)
- كريم آيت فانا على موقع رابطة كرة القدم الفرنسية للمحترفين (الإنجليزية)
- كريم آيت فانا على موقع إي إس بي إن إف سي (الإنجليزية)
- كريم آيت فانا على موقع قاعدة بيانات كرة القدم.إي يو (الإنجليزية)
- كريم آيت فانا على موقع ناشيونال فوتبول تيمز (الإنجليزية)
- كريم آيت فانا على موقع Soccerway.com (الإنجليزية)
- كريم آيت فانا على موقع AS.com (الإسبانية)